# Brachydontium intermedium
Brachydontium intermedium là một loài rêu trong họ Seligeriaceae. Loài này được I.G. Stone mô tả khoa học đầu tiên năm 1973.